# Абдуллах аль-Мутадід
Абдуллах аль-Мутадід (857 — 5 квітня 902) — 16-й володар Багдадського халіфату в 892—902 роках. Тронне ім'я перекладається з арабської мови як «Той, хто шукає підтримки Бога». Повне ім'я — Абу'л Аббас Ахмад ібн Талха аль-Маваффак аль-Мутадід біллах.

## Життєпис

### Молоді роки
Походив з династії Аббасидів. Син аль-Муваффака, фактичного правителя Багдадського халіфату, від грецької наложниці Дірар. Народився між 854 та 861 роками. При народженні отримав ім'я Ахмад. Його дитинство пройшло в Самаррі під час постійних інтриг та заколотів тюркської гвардії, що тривало до 870 року. Тоді після сходження на трон його стрийка аль-Мутаміда Ахмад разом з батьком перебирається до Багдаду. Тут він стає Абу'л-Аббасом (часто іменується також Абдуллахом). Тут здобув військові навички. Перший досвід боїв здобув у війні з Саффаридами у 873—876 роках.

### Військові кампанії
У 879 році очолив 10-тисячне військо, спрямоване на придушення повстання занджів у південній Меспотамії. Окремо Абу'л-Аббас сформував особистий загін з рабів-гулямів. Втім спочатку він не зміг досягти значного успіху. У 880 році йому на допомогу прийшов батько. І лише у 883 році вони разом зуміли придушити це повстання, знищивши ватажків та захопивши «столицю» аль-Мухтару.
У 885 році очолив усі війська, що діяли проти Тулунідів в Сирії. Спочатку Абу'л-Аббасу сприяв успіх і він зумів відвоювати цю область, змусивши супротивника відступити до Палестини. Втім невдовзі погиркався з іншими військовиками халіфа — Іскаком ібн Кундаджем і Ібн Абу'л-Саджем, які відійшли на північ Сирії. Тому Абу'л-Аббас самостійно виступив проти тулунідського війська на чолі із Хумаравейхом ібн-Ахмедом і 6 квітня 885 року у битві при Тавахіні зазнав нищівної поразки.
З огляду на цю невдачу Абу'л-Аббас не отримав самостійного керування військом, а передував під загальною орудою аль-Муваффака. Вони разом з 885—887 роках успішно діяли проти Саффаридів, захопивши південно-західні області Персії. Втім невдовзі стосунки з батьком погіршилися, в результаті чого Абу'л-Аббаса було заарештовано. У в'язниці він перебував до 891 року. Втім спроба родичів скористатися цим не вдалася. У травні того ж року Абу'л-Аббаса було звільнено, а у червні після смерті батька він перебрав усі його посади. У 892 році помер халіф, а Абу'л-Аббасс відсторонив свого стриєчного брата Джафара, захопивши владу. Як халіф він прийняв тронне ім'я аль-Мутадід.

### Володарювання

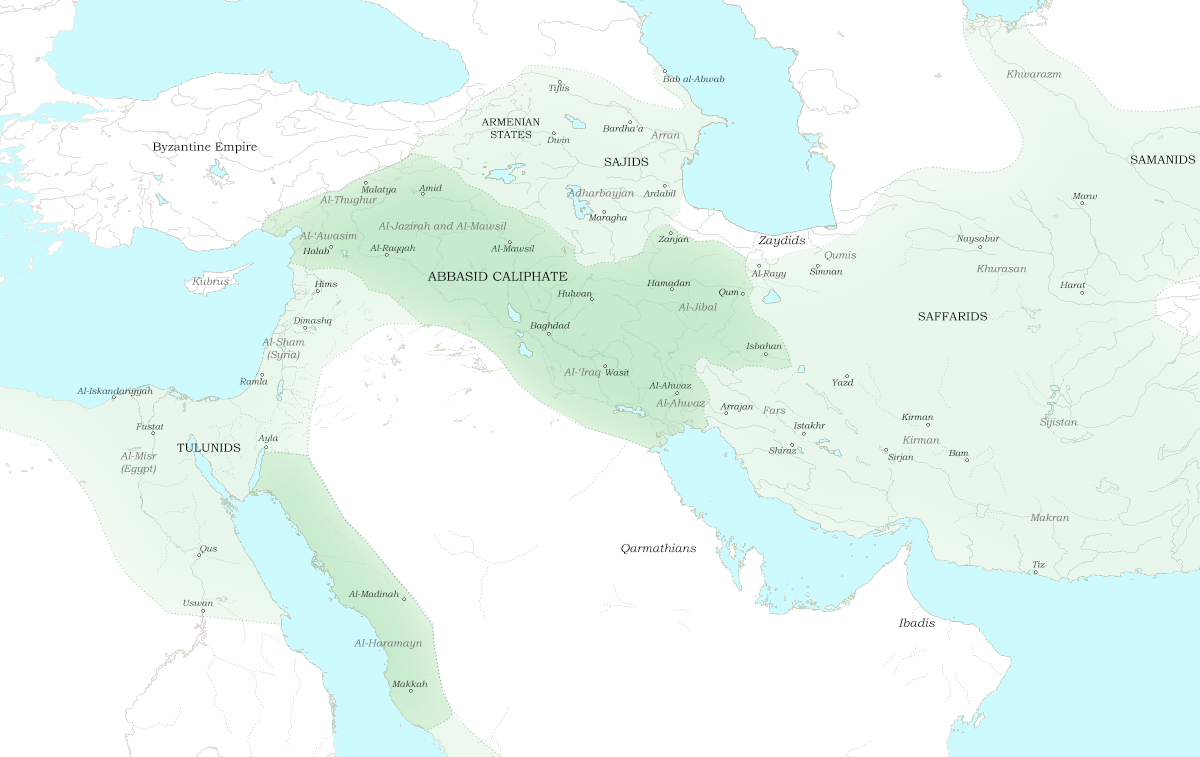
Володіння аль-Мутадіда на момент смерті (власні володіння позначено темно-зеленим, більш світлим — номінально залежні)

Новий володар більше уваги приділяв зовнішній політиці. Перш за все він вирішив знищити усі незалежні держави, що відкололися від Багдадського халіфату, тим самим продовживши політику батька. Основними цілями обрано було Тулунідів та Саффаридів. Для цього провів реформи, спрямовані на вдосконалення фіскальної політики, управління провінціями та створення потужного війська. Завдяки його вправним діям вдалося наповнити державну скарбницю (на момент смерті аль-Мутадіда в ній було 10 млн золотих динарів). Разом з тим посилюється світська та служила знать, значної ролі набуває бюрократія, що стала становити противагу військовим. Цим було забезпечено захист від різних заколотів. У 892 році халіф остаточно повернув столицю з Самарри до Багдаду. Останній за наказом аль-Мутадіда було розбудовано, відновлено палаци, мечеті, канали.
У 893 році аль-Мутадід підтвердив володіння Хумаравейха Тулуніда над Єгиптом та Сирією в обмін на щорічну данину в 300 тис. динарів та виплати додатково 200 тис. динарів боргу, передачі халіфу області аль-Джазіри. У 895 році з метою халіф оженився на 12-річній доньці Хумаравейха — Катр аль-Над, отримавши в якості весільного подарунка 1 млн золотих динарів. Дружина халіфа невдовзі померла, а у 896 році загинув Хумаравейх (можливо від вбивць аль-Мутадіда). В результаті держава Тулунідів поринула у внутрішній розгардіяж. Цим вирішив скористатися халіф. у 897 році війська аль-Муктадіда вдерлися до Північної Сирії. Гарун Тулунід вимушений був укласти угоду, за якою поступався володіннями в Північній Сирії до міста Хомс і водночас збільшував виплату халіфу щорічної данини від 300 тис. до 450 тис. динарів.
Водночас халіф змушений був боротися проти посилення хариджитів і арабського племені Бану-Шейбан, що контролювали значні території у північній Месорпотамії. Зокрема Джазіру та місто Мосул. Протягом 893—896 років їх спротив остаточно зламано. Разом з тим в цей час відбувається посилення роду Хамданідів, які з часом стануть незалежними володарями. Втім на той час аль-Мутадід зумів відновити свою владу над усіма територіями в Іраку. Слід за цим встановив владу над Тарійським еміратом. Звідси халіф наказав відправляти флот до Егейського моря задля грабування узбережжя Візантійської імперії.
Спроби у 895—898 роках відновити владу на Вірменією, Західним Іраном та Азербайджаном виявилися невдалими, тому аль-Мутадід вдовольнився номінальним визнанням своєї влади з боку Вірменського та Тбіліського еміратів й держави Саджидів. Разом з тим більш успішними були дії проти роду Дулафідів, що володіли Хамаданом, Ісфаганом та Реєм (центральний та північний Іран). До 897 року влада цієї династії була повалена, а в ці міста аль-Мутадід відправив своїх валі (намісників). Втім спроби підкорити Табаристан виявилися не вдалими, а 897 році халіф змушений був передати місто Рей у північному Ірані династії Саффаридів. Того ж року відпав Ємен, де постала династія Зейдітів. У 899 році Бахрейн захопили кармати, які відбили декілька спроб халіфа їх приборкати. Доволі швидко вони захопили аравійське узбережжя Перської затоки та просунулися вглиб Аравії.
Проте аль-Мутадід не облишив думки здолати Саффаридів та приєднати до своїх володінь усю Персію. Для цього у 898 році він зіштовхнув Саффаридів з Саманідами. Останні у 900 році перемогли Зейдітів в Табаристані та здолали Амра Саффарида, якого у 902 році було страчено в Багдаді. Скориставшись цим аль-Мутадід захопив провінції Фарс, Керман, Мазандаран та Рей, але Сістан відняти у Саффаридів не вдалося. Також халіф повинен був поступитися Хорасаном на користь Саманідів, які визнали зверхність халіфа. Таким чином, влада халіфату знову простяглася до Середньої Азії. В цей час він помирає у 902 році. Спадкував син Алі.

## Родина
- Алі (877/878—908), 17-й халіф у 902—908 роках
- Джа'фар (895—932), 18-й халіф у 908—932 роках
- Мухаммад (899—950), 19-й халіф у 932—934 роках